# بوريراس
بلدية بوريراس (بالإسبانية: Porreras) هي بلدية تقع في منطقة جزر البليار شرق إسبانيا.

## الديموغرافيا
بلغ عدد سكان بلدية بوريراس 5.544 نسمة عام 2011 (وفقاً للمعهد الوطني للإحصاء الإسباني).
| 4.217 | 4.261 | 4.450 | 4.597 | 5.052 | 5.428 | 5.544 |

## أعلام
- جوان يانيراس